# Le Malin (cacciatorpediniere)
Le Malin fu un cacciatorpediniere della Marine nationale francese, entrato in servizio nel dicembre 1935 come parte della classe Le Fantasque.
Attivo durante la seconda guerra mondiale, il cacciatorpediniere fu impiegato in azione nel corso della campagna di Norvegia e ad alcune nazioni nel mar Mediterraneo; rimasto sotto il controllo del governo di Vichy, combatté alla battaglia di Dakar contro i britannici per poi essere catturato dagli Alleati a Casablanca nel novembre 1942 durante gli sbarchi dell'operazione Torch. Riparato e modernizzato nei cantieri degli Stati Uniti d'America, Le Malin partecipò alle fasi finali delle operazioni belliche nel Mediterraneo, prendendo parte allo sbarco di Anzio, alla battaglia di Isto e all'operazione Dragoon.
Nel dopoguerra operò come unità di scorta alle portaerei durante la guerra d'Indocina, per poi passare in riserva nell'agosto 1952. Radiata dai registri navali il 3 febbraio 1964, la nave fu avviata alla demolizione nel 1977.

## Storia

### Entrata in servizio e prime operazioni
Ordinata ai cantieri della Société Nouvelle des Forges et Chantiers de la Méditerranée di La Seyne-sur-Mer il 23 maggio 1931 nell'ambito del programma navale francese approvato nel 1930, la nave venne impostata il 16 novembre 1931 e quindi varata il 17 agosto 1933 con il nome di Le Malin ("Maligno" in lingua francese); i lavori di completamento, conclusisi il 1º maggio 1936, furono ritardati da problemi con l'apparato di turbine e la nave entrò quindi ufficialmente in servizio l'8 giugno 1936. La nave fu assegnata all'appena costituita 8ème Division légère, poi ridesignata come 8ème Division de contre-torpilleurs, insieme ai gemelli Le Triomphant e L'Indomptable, facendo parte della 2ème Escadre légère di base a Brest; tra il 15 gennaio e il 26 febbraio 1937 l'intera squadra compì una crociera di addestramento in oceano Atlantico raggiungendo Conakry nell'Africa Occidentale Francese.
Allo scoppio della guerra nel settembre 1939 l'intera 8ème Division fu assegnata alla Force de Raid, la formazione composta dalle migliori unità della Marina nationale incaricata di contrastare eventuali sortite in Atlantico della flotta tedesca. La forza compì un'unica operazione come una formazione coesa tra il 2 e il 6 settembre, quando rispose a un erroneo rapporto circa una sortita in forze delle navi tedesche, dopodiché fu dispersa in distaccamenti più piccoli per dare la caccia a navi corsare e violatori di blocco tedeschi in Atlantico. Tra il 21 e il 30 ottobre la Force de Raid fornì protezione a distanza al convoglio KJ 4 contro possibili attacchi della "corazzata tascabile" tedesca Admiral Graf Spee; il 25 novembre invece il Le Malin e gli altri cacciatorpediniere dell'8ème Division scortarono la nave da battaglia Strasbourg in rientro a Brest.
Come misura preventiva per un'eventuale entrata in guerra del Regno d'Italia, l'intera Force de Raid fu concentrata nel porto algerino di Mers-el-Kébir tra il 5 e il 9 aprile 1940, ma fu richiamata a Brest il 10 aprile dopo che i tedeschi ebbero invaso la Norvegia. Nella notte tra il 23 e il 24 aprile 1940 quindi l'8ème Division al completo compì un'incursione ad alta velocità nelle acque dello Skagerrak alla ricerca di navi da trasporto tedesche dirette in Norvegia: la formazione scambiò colpi con un paio di pattugliatori tedeschi danneggiandone uno, per poi ingaggiare senza troppi effetti un paio di S-Boot e mancare di poco l'intercettamento di un convoglio di posamine. Le Malin accusò problemi all'apparato motore e l'intera formazione dovette ridurre l'andatura; dopo che bombe sganciate da velivoli tedeschi ebbero lievemente danneggiato il Le Triomphant, i francesi si ritirarono; Le Malin e L'Indomptable tornarono a Mers-el-Kébir il 9 maggio, per poi spostarsi ad Algeri poco dopo. Dopo l'entrata in guerra dell'Italia il 10 giugno, Le Malin scortò una sortita della Force de Raid nel Mediterraneo occidentale tra il 12 e il 13 giugno, per poi proteggere i convogli intenti a evacuare dalla Francia meridionale alla volta del Nordafrica truppe e civili in fuga dall'avanzata tedesca. Dopo la distruzione della flotta francese a Mers-el-Kébir a opera della Force H britannica il 3 luglio, Le Malin evacuò Algeri insieme a una formazione di incrociatori rientrando poco dopo nella base di Tolone.

### Il servizio sotto Vichy

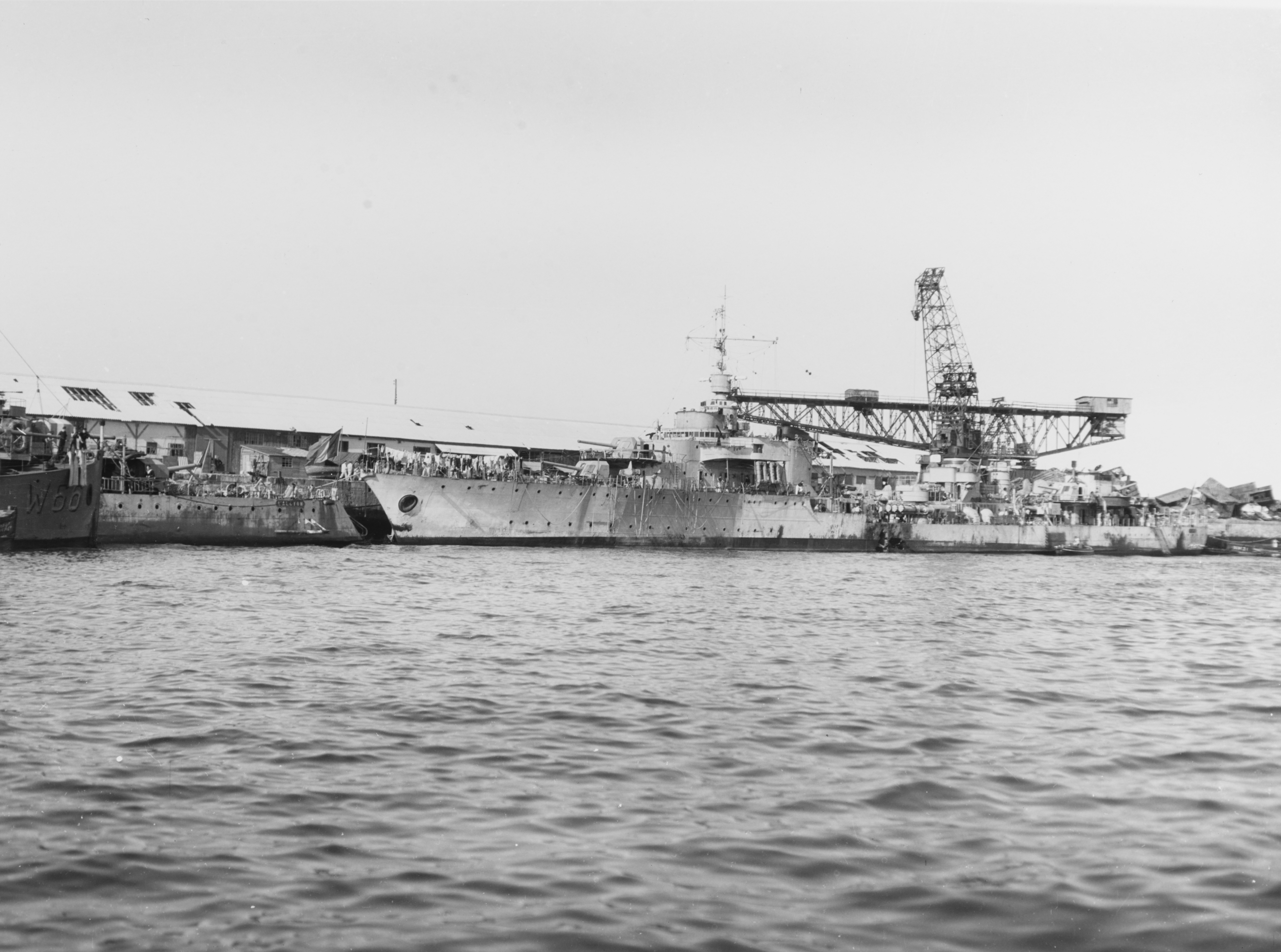
Le Malin a Casablanca il 16 novembre 1942; notare lo squarcio sulla sinistra dello scafo causato dal bombardamento statunitense sul porto

Dopo che l'Africa Equatoriale Francese si unì al movimento della France libre alla fine dell'agosto 1940, il governo di Vichy ottenne l'autorizzazione delle Potenze dell'Asse per inviare una formazione navale a ristabilire il suo controllo sulle colonie. La neo formata "Force Y" del contrammiraglio Célestin Bourragué lasciò quindi Tolone il 9 settembre con tre incrociatori leggeri e tre cacciatorpediniere, tra cui Le Malin; dopo aver raggiunto Casablanca il 12 settembre per rifornirsi, Le Malin e il gemello L'Audacieux raggiunsero il resto della formazione a Dakar il 20 settembre. Una potente formazione navale britannica era nel mentre intenta a trasportate a Dakar un contingente di francesi liberi per convincere anche questa colonia a passare dalla parte dell'organizzazione di Charles de Gaulle; dopo il rifiuto del locale governatore di aderire alla Francia libera, tra il 23 e il 25 settembre una violenta battaglia esplose tra le opposte formazioni navali prima che i britannici si ritirassero. Nel corso dello scontro Le Malin protesse con cortine fumogene gli incrociatori della Force Y intenti a manovrare nella rada di Dakar per evitare il cannoneggiamento dei britannici; il cacciatorpediniere non riportò alcun danno nello scontro.
Le Malin rimase a Dakar fino al 13 luglio 1942, quando rientrò a Casablanca per sottoporsi a lavori di manutenzione nei locali cantieri; i lavori erano quasi conclusi quando, l'8 novembre 1942, le forze anglo-statunitensi invasero le colonie francesi del Nordafrica (operazione Torch). Le Malin non fu direttamente centrato dal bombardamento preliminare scatenato dalla flotta statunitense contro il porto di Casablanca, ma un proiettile da 406 mm della nave da battaglia USS Massachusetts rimbalzò sul molo a cui era attraccata la nave ed esplose nello spazio in mezzo tra i due: l'esplosione aprì un grosso squarcio nello scafo del cacciatorpediniere, mettendo fuori uso la sala caldaie numero 3 e uccidendo sette uomini dell'equipaggio oltre a causare un allagamento della sala macchine anteriore e un grave sbandamento sul lato di sinistra. Dopo la capitolazione di Casablanca nelle mani dei reparti statunitensi Le Malin fu ceduto alle forze della Francia libera, ma le limitate risorse cantieristiche locali consentirono solo riparazioni provvisorie; con una sola turbina in funzione e una velocità massima che non superava i 12 nodi, il cacciatorpediniere lasciò quindi Casablanca per recarsi a Boston. Arrivato a destinazione il 26 giugno 1943, il cacciatorpediniere fu sottoposto a lavori di riparazione e modernizzazione presso il Boston Navy Yard protrattisi fino al 17 novembre seguente. I lavori compresero anche l'installazione di apparati radar e sonar di origine britannica, la rimozione di un impianto di lanciasiluri e la conversione di alcuni serbatoi dell'acqua di alimentazione delle caldaie in serbatoi di olio combustibile per migliorare la sua autonomia; l'armamento antiaereo originario, già rimosso mentre la nave era a Casablanca, fu completamente rimpiazzato con otto cannoni Bofors 40 mm in impianti quadrupli e dieci mitragliere Oerlikon da 20 mm in impianti singoli. Dopo i lavori, Le Malin fu riclassificato come incrociatore leggero e riassegnato alla 10ème Division de croiseurs légers; a dispetto delle riparazioni eseguite a Boston, tuttavia, le turbine della nave continuarono a soffrire di numerosi problemi e richiesero frequenti interventi di manutenzione.

### Servizio con gli Alleati e dopoguerra

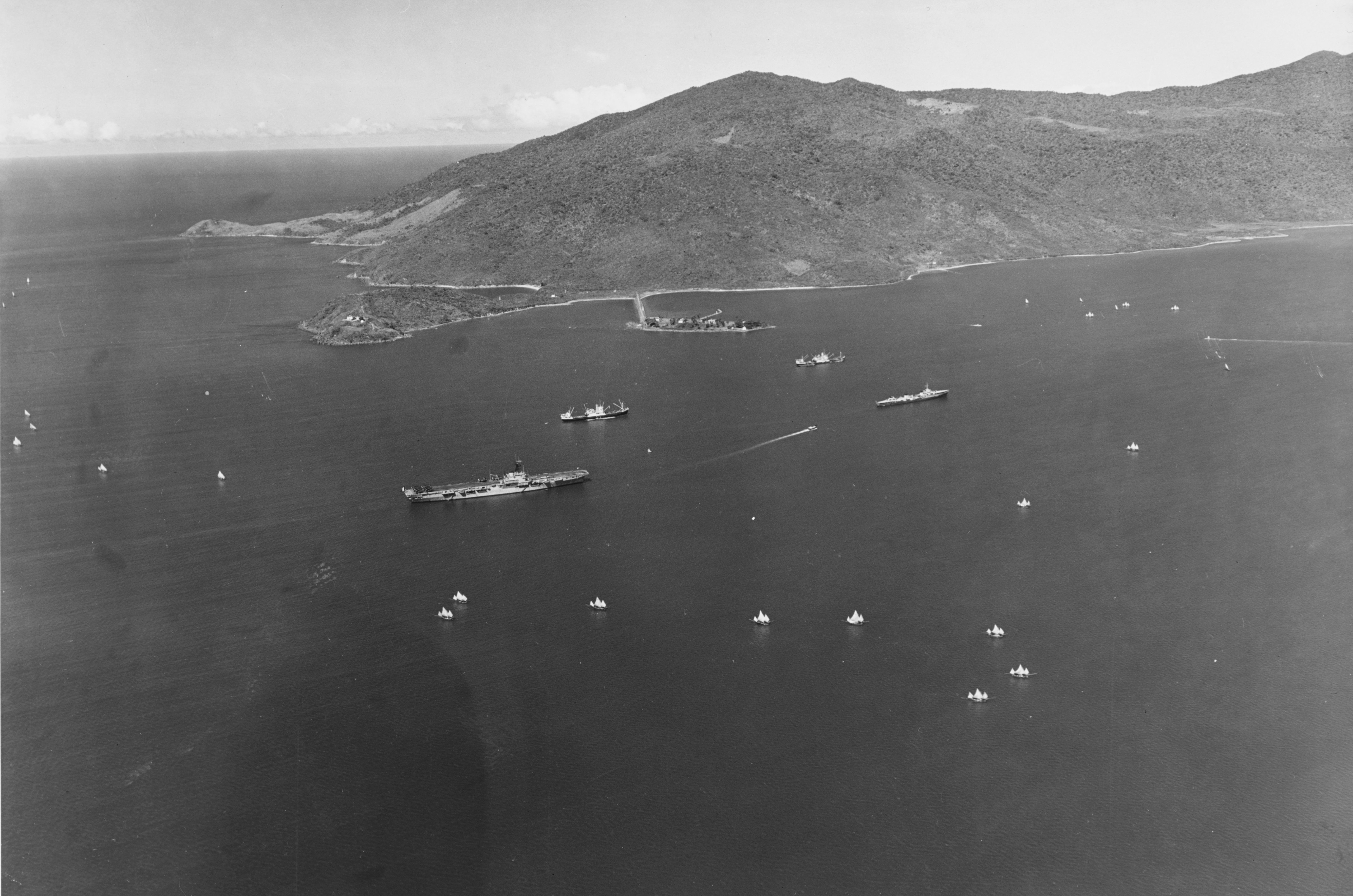
Navi francesi al largo di Đà Nẵng in Indocina nell'ottobre 1951. Le Malin è la grande nave più a destra, con dietro di sé la portaerei Arromanches; le unità in secondo piano in mezzo alle due sono due navi da trasporto

Dopo aver lasciato gli Stati Uniti il 19 dicembre 1943, Le Malin si ricongiunse al gemello Le Fantasque alle Azzorre il 31 dicembre e insieme le due unità pattugliarono la zona per diverse settimane alla ricerca di violatori di blocco tedeschi. Trasferitosi nel Mediterraneo, il 22 gennaio 1944 Le Malin supportò lo sbarco dei reparti anglo-statunitensi ad Anzio; in seguito, con il resto della 10ème Division, Le Malin fu incaricato di condurre delle incursioni nel mare Adriatico alla ricerca di convogli nemici. La prima sortita delle navi francesi, tra il 28 e il 29 febbraio, fu senza successo, ma nella notte tra il 29 e il 1º marzo seguenti Le Malin e Le Fantasque ingaggiarono un convoglio tedesco nella battaglia di Isto: senza subire perdite, i francesi colarono a picco un mercantile e una corvetta e danneggiarono una torpediniera tedesca. Le Malin non partecipò alle altre incursioni della 10ème Division in Adriatico in marzo, e in seguito si trasferì ad Alessandria d'Egitto per condurre in aprile pattugliamenti nelle acque a sud di Creta e nel Mar Egeo, senza tuttavia essere coinvolto in azioni belliche salvo un breve bombardamento del porto di Coo; in giugno l'albero motore della turbina di sinistra dovette essere rimosso e sostituito. Il 15 agosto la 10ème Division al completo sostenne lo sbarco dei reparti alleati in Provenza (operazione Dragoon), azione nel corso della quale Le Malin sparò non menod i 80 colpi di grosso calibro sulle postazioni tedesche; in seguito la nave continuò a sostenere con bombardamenti costieri l'avanzata dei reparti a terra in direzione di Tolone. Il 5 settembre Le Malin e il cacciatorpediniere statunitense USS Ludlow furono attaccati senza successo da alcuni minisommergibili tedeschi tipo "Marder": passate al contrattacco, le due unità affondarono tre degli aggressori e ne catturarono un quarto. Le Malin fu quindi tra le navi francesi che fecero il loro ingresso a Tolone il 13 settembre.
Nel corso di esercitazioni notturne nel dicembre 1944, Le Terrible entrò in collisione con Le Malin causandogli gravi danni: l'intera sezione di prua del Malin fu tagliata via, e un totale di 70 uomini degli equipaggi delle due unità perse la vita nell'incidente. Le Malin rimase in cantiere a Tolone per le riparazioni fino al 5 novembre 1945; la prua distrutta fu sostituita da quella rimossa dallo scafo dell'affondato cacciatorpediniere L'Indomptable, autoaffondatosi tempo prima a Tolone.
Completati i lavori, nel dopoguerra Le Malin fu impiegato in alcune missioni di trasporto truppe; l'incrociatore fu riunito in un'unica formazione con le altre tre unità superstiti della sua classe, anche se a causa della carenza di personale addestrato solo due delle quattro navi erano impiegate in servizio attivo in un certo momento. Le Malin fu in attività nel 1947, prima di essere sottoposto a lavori di manutenzione a Biserta protrattisi dal novembre 1947 all'ottobre 1948; la nave fu quindi posta in riserva il 1º novembre 1949. Tutte le unità classe Le Fantasque furono riclassificate come cacciatorpediniere di scorta di 1ª classe il 1º luglio 1951; quello stesso anno Le Malin fu revisionato per fungere da unità di scorta ai gruppi di portaerei francesi, facendo toccare una velocità massima di 41 nodi durante le prive in mare del 21 agosto 1951. Una settimana più tardi, il cacciatorpediniere scortò la portaerei Arromanches diretta nell'Indocina francese per prendere parte alle operazioni della guerra d'Indocina; le due unità operarono al largo delle coste indocinesi dal settembre 1951 al maggio 1952, per poi rientrare a Tolone il 13 giugno. Le Malin si trasferì quindi a Brest il 23 giugno, dove fu messo in riserva il 1º agosto seguente; la nave fu quindi impiegata come unità d'addestramento statica per i cadetti dell'accademia navale, nonché come molo galleggiante per i cacciamine di base a Lannion. Le Malin fu formalmente radiato dai registri navali il 3 febbraio 1964, e quindi impiegato come frangiflutti a Lorient prima di essere avviato alla demolizione nel 1977.